# The Genius Sings the Blues
The Genius Sings the Blues – album amerykańskiego muzyka Raya Charlesa, wydany w 1961 roku. The Genius Sings the Blues jest ostatnią płytą Raya wydaną przez wytwórnię Atlantic. Jednocześnie album należy do najbardziej popularnych i niezapomnianych w historii muzyka, gdyż składa się z dwunastu bluesowych piosenek, zarejestrowanych podczas wielu sesji nagraniowych w wytwórni Atlantic. Płyta ukazuje stylistyczny postęp Charlesa, bowiem łączy blues fortepianowy, jazz i southern R&B. W 2003 roku ukazała się reedycja The Genius Sings the Blues.
Album uplasował się na pozycji #73 Billboard 200.
Autorem zdjęcia muzyka, które znajduje się na okładce albumu jest Lee Friedlander.

## Historia
Ray Charles pochodził z Greenville na Florydzie, dlatego też asymilował się z muzycznym dziedzictwem innych, pochodzących z Południa, czarnoskórych muzyków, a przede wszystkim z folkiem, bluesem oraz gospelem. Charles uczęszczał do szkoły dla niewidomych Florida School for the Deaf and Blind w St. Augustine na Florydzie, gdzie stworzył podstawy własnego stylu modern jazzowego grania i pisania tekstów, słuchając m.in. Arta Tatuma, Kinga Cole’a, Buda Powella i Oscara Petersona, a także innych artystów popularnych w czasach, gdy muzyk przeprowadził się do Seattle. Ray połączył w swej muzyce wiele elementów, które dotychczas występowały oddzielnie, tworząc tym samym styl, charakteryzujący się niepowtarzalną harmonią i tradycyjnymi wzorcami rytmicznymi.
Wprowadzone przez Charlesa innowacje zawarte są na The Genius Sings the Blues. Album zawiera zarówno wolne, emocjonalne utwory, np. „Hard Times” i „Night Time Is the Right Time”, jak i nowe aranżacje country bluesowych piosenek, np. „I'm Movin' On” i „Early in the Mornin'”. Na płycie znalazła się również piosenka „The Midnight Hour”, nagrana podczas pierwszej sesji nagraniowej Charlesa w wytwórni Atlantic, a także piosenka „I Believe to My Soul”, nagrana podczas ostateniej sesji nagraniowej muzyka w tejże wytwórni. The Genius Sings the Blues w założeniu został wydany wyłącznie w celu zarobkowym dla wytwórni, po odejściu od niej Charlesa, jednak ostatecznie stał się jedną z najpopularniejszych kompilacji muzyka.

## Lista utworów

### Strona pierwsza
| 1. | „Early in the Mornin'” (Leo Hickman, Louis Jordan & Dallas Bartley) | 2:48  |
|    |                                                                     |       |
| 2. | „Hard Times (No One Knows Better Than I)”                           | 2:56  |
|    |                                                                     |       |
| 3. | „The Midnight Hour” (Sam Sweet)                                     | 3:02  |
|    |                                                                     |       |
| 4. | „(Night Time Is) the Right Time” (N. Brown, O. Cadena & L. Herman)  | 3:25  |
|    |                                                                     |       |
| 5. | „Feelin’ Sad” (Eddie Jones)                                         | 2:50  |
|    |                                                                     |       |
| 6. | „Ray’s Blues”                                                       | 2:55  |
|    |                                                                     |       |
|    |                                                                     | 17:56 |
|    |                                                                     |       |

### Strona druga
| 1. | „I'm Movin' On” (Hank Snow) | 2:13  |
|    |                             |       |
| 2. | „I Believe to My Soul”      | 3:01  |
|    |                             |       |
| 3. | „Nobody Cares”              | 2:41  |
|    |                             |       |
| 4. | „Mr. Charles’ Blues”        | 2:48  |
|    |                             |       |
| 5. | „Some Day Baby”             | 3:01  |
|    |                             |       |
| 6. | „I Wonder Who”              | 2:46  |
|    |                             |       |
|    |                             | 16:30 |
|    |                             |       |